# والزلی ۱۵/۵۰
والزلی ۱۵/۵۰ (Wolseley 15/50) خودرویی است که در سال‌های ۱۹۵۶ تا ۱۹۵۸۱۲،۳۵۲ تولید شده‌است. طول آن در حالت طبیعی ۱۷۳ اینچ (۴٬۴۰۰ میلیمتر) و عرض آن در حالت طبیعی ۶۱ اینچ (۱٬۵۰۰ میلیمتر) و ارتفاع آن در حالت طبیعی ۶۰ اینچ (۱٬۵۰۰ میلیمتر) است.
موتور آن ۱۴۸۹ سی‌سی سیستم جعبه‌دندهٔ آن ۴ دنده به صورت دستی است.